# Ichoyahb II
Ichoyahb II fut catholicos de l'Église de l'Orient en Perse de 628 à 645.

## Biographie
Sa ville natale était Gdala, dans la province de Nisibe (Beth Arbayé). Élève de l'École de Nisibe, il fit partie des trois cents qui, vers 600, quittèrent solennellement l'établissement pour protester contre les positions du directeur, Hénana d'Adiabène, partisan d'un rapprochement avec l'Église romano-byzantine. Plus tard, il devint évêque de Balad (actuellement Eski-Mossoul). 
Il fut élu après la mort du roi des Perses Chosroès II, ce qui mettait fin à une vacance de vingt ans du siège catholicossal. En effet, Chirin, l'épouse préférée du roi, était une chrétienne de l'Église rivale jacobite, qui avait gagné du terrain en Perse dès le VIe siècle (établissement d'un métropolite jacobite en 559). L'alliance des monophysites et des partisans d'Hénana d'Adiabène, appuyés par Chirin, empêcha l'élection d'un catholicos en 609. Dans les années suivantes, les Perses occupèrent la Syrie et l'Égypte, où les monophysites étaient nombreux, et ils cherchèrent à se les concilier. Durant cette période difficile pour les « nestoriens », la direction de fait de leur Église fut assurée par le célèbre théologien Babaï le Grand (mort en 628).
La déposition de Chosroès II, le 23 février 628, fut aussi la fin du pouvoir de Chirin et de ses fils. Le nouveau roi Kavadh II permit l'élection d'un catholicos nestorien. Pendant l'été 630, la reine Bûrândûkht, nouvellement montée sur le trône, envoya Ichoyahb II mener des négociations diplomatiques avec l'empereur Héraclius. La rencontre eut lieu à Alep. Les deux hommes négocièrent la délimitation des frontières entre les deux États, mais entrèrent aussi dans des discussions doctrinales. À la demande de l'empereur, le catholicos rédigea une profession de foi qui fut jugée conforme au symbole de Chalcédoine par les théologiens byzantins. Après quoi Ichoyahb II célébra une messe et donna la communion à Héraclius, à la demande de celui-ci.
Cependant, l'apparente réconciliation avait été quelque peu improvisée : le catholicos avait insisté pour que le nom de Cyrille d'Alexandrie fût retiré des diptyques, or, celui-ci avait une place centrale dans la théologie de l'Église romano-byzantine, notamment depuis le deuxième concile de Constantinople de 553. Inversement, l'Église de l'Orient avait fait de Théodore de Mopsueste, condamné comme hérétique à titre posthume lors de ce concile, son théologien majeur. Enfin le nom de « Théotokos » (Mère de Dieu) que l'Église romano-byzantine donnait à la Vierge Marie, et dont l'usage n'avait fait que grandir, continuait à être considéré comme inacceptable par l'Église de l'Orient, qui rejetait le principe de la communicatio idiomatum. À son retour, Ichoyahb II fut pris à partie par l'évêque Barsauma de Suse pour ne pas avoir défendu les positions de son Église. Aussi cette réconciliation d'un moment n'eut-elle aucune suite, et la conquête arabe qui intervint juste après empêcha toute poursuite de la discussion.
Les difficultés traversées par l'Église de l'Orient au début du VIIe siècle n'empêchaient pas l'existence d'une activité missionnaire dirigée vers l'Est : c'est Ichoyahb II qui organisa ce que cette Église appelle les « provinces extérieures », c'est-à-dire celles qui s'étendent à l'Est en dehors de son aire originelle sous les Sassanides, qui était la Mésopotamie. En outre, une stèle érigée en l'an 781 dans la ville chinoise de Zhouzhi, et recouverte d'une inscription bilingue syriaque-chinois, atteste qu'en 635 un missionnaire de l'Église de l'Orient nommé Théodore (A-lo-pen en chinois) arriva à Chang'an, capitale des empereurs de la dynastie des Tang, et y introduisit l'Évangile, et qu'en 638 l'empereur Taizong autorisa la fondation d'un monastère dans le faubourg occidental de la capitale.
Les musulmans occupèrent Ctésiphon à partir de 636. Selon la Chronique de Séert, Ichoyahb II avait précédemment envoyé à Mahomet lui-même (donc avant 632) une ambassade dirigée par un évêque de Characène. L'accord écrit qu'il aurait conclu avec les conquérants musulmans, mentionné par la même chronique, est d'authenticité très douteuse. Sous le calife Othman, ayant fait une collecte au cours d'une tournée pastorale et ayant refusé de céder cet argent aux nouveaux maîtres, il fut incarcéré. Il mourut en 645 et fut remplacé rapidement par Mar Emmeh.   